# Yellow Pixoliñas
Yellow Pixoliñas fue un grupo de rock afincado en Galicia (España); natural de Monforte de Lemos (Lugo), era uno de los exponentes de la escena musical de la ciudad, tradicionalmente inquieta en ese aspecto. Formado en 1987 por Tico, Ton, Tito, Xabier y Juan. Poco después Juan abandona el grupo por discrepancias con el resto. Pasado un tiempo fichan a otro guitarrista por la necesidad de un solista, el elegido es Manolo. Manolo dura poco tiempo por problemas de salud y es sustituido por Franki (1990). Un año más tarde Thierry entra a tocar el teclado dando así más libertad a Tico (vocalista y teclista), ahí se cerraba la formación definitiva de Yellow Pixoliñas. 
Con influencias del punk inglés y del ska, entre otros estilos, elaboraban sus letras en gallego, haciendo uso también del castellano y del inglés; enmarcados en lo que luego se dio en llamar `rock bravú´ o `agro-rock´ para definir a una serie de grupos, como Os Resentidos de Antón Reixa, Los Berrones, Os Diplomáticos de Monte-Alto o Heredeiros da Crus; mayoritariamente de origen gallego y asturiano, tenían como característica común el uso de letras combativas y un sentido del humor orientado a lo rural; posteriormente el grupo decidió desmarcarse de esa corriente, debido a su, según ellos, marcada politización. 

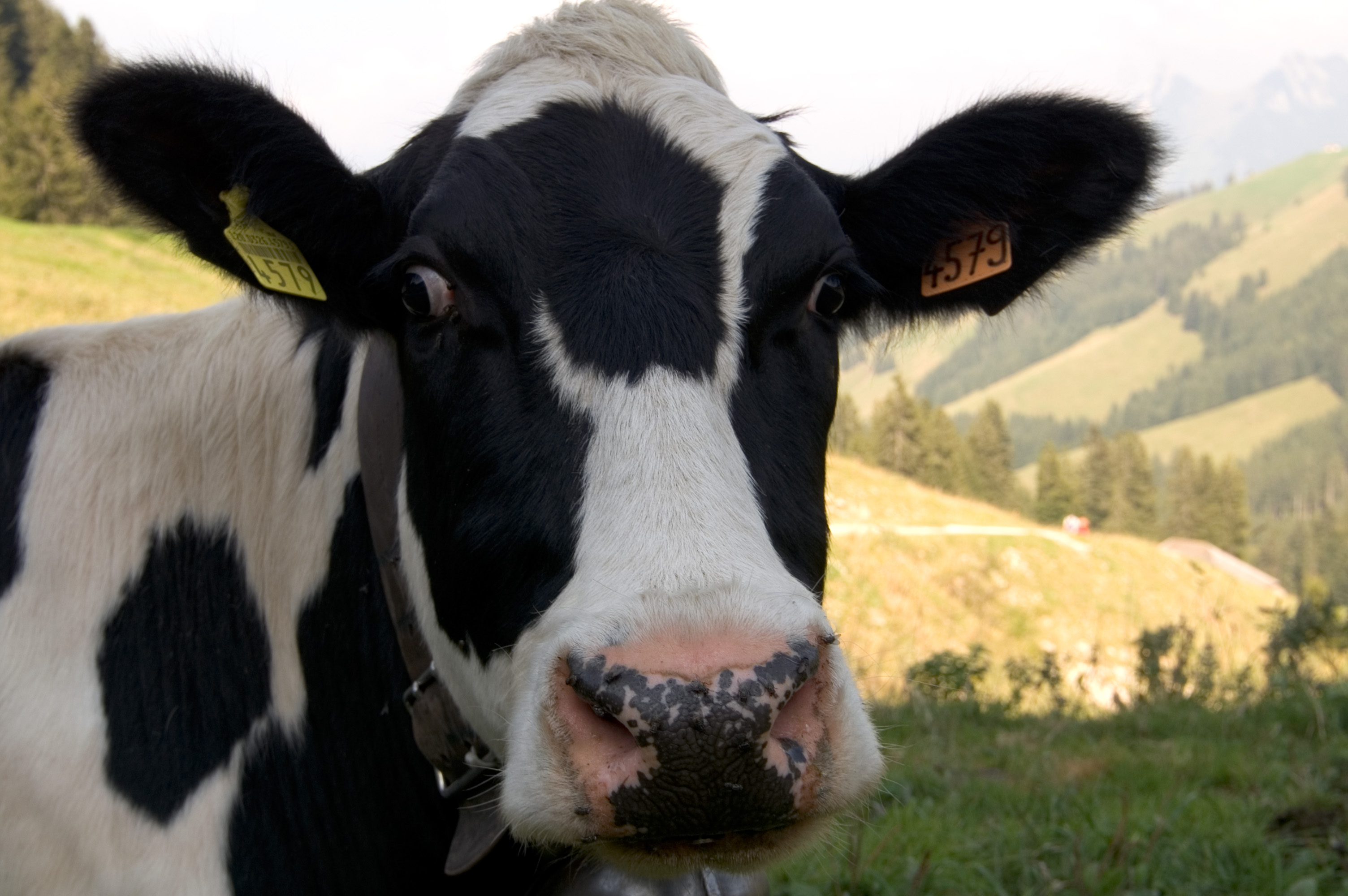
El Rock bravú tiene un fuerte componente rural, combativo y humorístico.

Su colaboración en el programa `Xabarín club´de la TVG, les abrió a un público más amplio. El grupo se disolvió a finales de los años 90, tras rechazar la oferta de fichar por una multinacional, y actualmente se sabe que algunos de sus componentes residen en Monforte de Lemos, donde compaginan sus negocios particulares con diversos grupos musicales de gran aceptación local; así Thierry y Franki tocan en `Doc Magoo's´ mientras Tico hizo durante una época lo propio con `Lapanaback´. En su ciudad se organizó un concierto homenaje al desaparecido grupo, en el que participaron músicos de otras formaciones, y en el que no estuvo ausente la polémica, por parte de algún exmiembro del grupo.

## Discografía
- Galician people speak Galego (1992)

1. Chiringuin in the rain
2. Telexornal
3. Marilú
4. Churras pitas
5. Néboa na explanada
6. A moto minicross
7. O cobrador
8. A vaca marela
9. Joao dopao
10. My guitar
11. Dios queira que chovan nabos
12. Ra
13. Teño sede

- Lacon lover (1994)

1. O galo vermello
2. Cagallós
3. Oh Hanna
4. Mi barbie y yo
5. Los domingos
6. Pataca blus
7. Goodbye Carolina
8. Merda nunha zoca
9. Mary Castañas blues
10. Que aburrido es querer ser torero
11. Uri Geler
12. Midnight pensión

- Non pises a herba! (1996)

1. Addy stripped
2. A motoserra
3. Lucía
4. Atados a la cama
5. Na bodega
6. La berenguela
7. Sí, fodí
8. Uh, ah
9. Se as cabras mexan ¿por qué as pitas non?
10. Pino pinaster
11. Dalle co sacho
12. Plantemos herba
13. Noite en Monforte
14. Carallo beibe

## Miembros

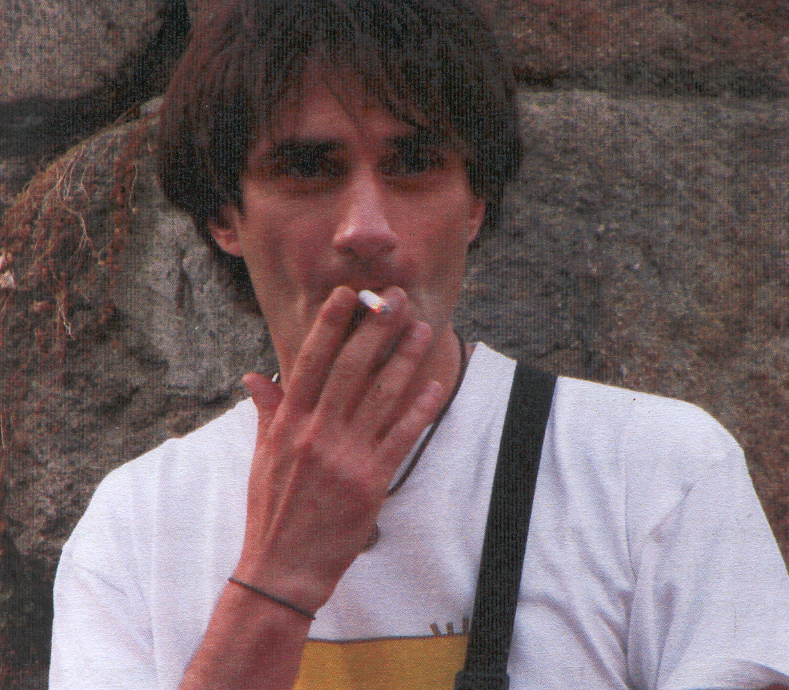
Tico, exvocalista.

- Tico (voz)
- Thierry (teclados)
- Franki (guitarra)
- Ton (guitarra)
- Tito (bajo)
- Xabier (batería)